# Туровая
Туровая (укр. Турова) — село на Украине, находится в Барановском районе Житомирской области.
Код КОАТУУ — 1820655904. Население по переписи 2001 года составляет 9 человек. Почтовый индекс — 12725. Телефонный код — 4144. Занимает площадь 4,41 км².

## Адрес местного совета
12725, Житомирская область, Барановский р-н, пгт. Марьяновка, ул.Дзержинского, 16